# São José EC Feminino
São José EC Feminino – brazylijski klub piłki nożnej kobiet, mający siedzibę w mieście São José dos Campos, w południowo-wschodniej części kraju. Jest sekcją piłki nożnej kobiet w klubie São José EC.

## Historia
Chronologia nazw:
- 2001: São José EC Feminino

Sekcja piłki nożnej kobiet São José EC została założona w miejscowości São José dos Campos w 2001 roku. W 2004 roku zespół startował w mistrzostwach stanu São Paulo, w których dotarł do rundy trzeciej, zajmując trzecie miejsce w grupie O. W 2010 drużyna została pokonana w finale Campeonato Paulista przez Santos. W następnym roku spadł na trzecią lokatę, a w 2012 roku wygrał swój pierwszy tytuł mistrza Campeonato Paulista. W 2013 znów był drugim, a potem w 2014 i 2015 zdobył kolejne mistrzostwa stanu. Również zdobył Puchar Brazylii przez dwa kolejne lata (2012, 2013).
Po założeniu Campeonato Brasileiro de Futebol Feminino w 2013 roku zespół startował na najwyższym poziomie. W debiutowym sezonie 2013 został wicemistrzem, przegrywając w finale 2:2, 1:2 z AD Centro Olímpico. W następnym sezonie 2014 zajął trzecie miejsce w grupie 2 i nie awansował do rundy finałowej mistrzostw kraju i został sklasyfikowany na dziewiątej pozycji. W 2015 zespół znów wygrał wicemistrzostwo Campeonato Brasileiro, przegrywając w finale Rio Preto (0:1, 1:1).
W 2011 zespół debiutował w trzeciej edycji Copa Libertadores Femenina, w finale zwyciężając 1:0 chilijski Colo-Colo. W następnym spadł na trzecią pozycję, aby znów triumfował w kolejnych dwóch rozgrywkach Copa Libertadores Femenina 2013 i 2014 roku.

## Barwy klubowe, strój
|  |  |  |

Klub ma barwy niebiesko-biało-żółte. Zawodnicy domowe spotkania zazwyczaj grają w niebieskich koszulkach, niebieskich spodenkach oraz niebieskich getrach.

## Sukcesy

### Trofea międzynarodowe
| \| \| Zdobyte trofea w rozgrywkach międzynarodowych (stan na: 31-12-2020) \| |                                                                     |      |                  |
| Rozgrywki                                                                    | Osiągnięcie                                                         | Razy | Sezon(y)         |
| Copa Libertadores Femenina                                                   | zdobywca                                                            | 3    | 2011, 2013, 2014 |
| Copa Libertadores Femenina                                                   | finalista                                                           | 0    |                  |
| FIFA                                                                         | Zdobyte trofea w rozgrywkach międzynarodowych (stan na: 31-12-2020) |      |                  |

- Mobcast Cup International Women’s Club Championship:
  - zwycięzca (1x): 2014

### Trofea krajowe
| \| \| Zdobyte trofea w rozgrywkach Brazylii (stan na: 31-12-2020) \| |                                                             |      |            |
| Rozgrywki                                                            | Osiągnięcie                                                 | Razy | Sezon(y)   |
| Mistrzostwo                                                          | I miejsce                                                   | 0    |            |
| Mistrzostwo                                                          | II miejsce                                                  | 2    | 2013, 2015 |
| Mistrzostwo                                                          | III miejsce                                                 | 0    |            |
| Puchar                                                               | zdobywca                                                    | 2    | 2012, 2013 |
| Puchar                                                               | finalista                                                   | 2    | 2014, 2016 |
| II liga                                                              | I miejsce                                                   | 0    |            |
| II liga                                                              | II miejsce                                                  | 0    |            |
| II liga                                                              | III miejsce                                                 | 0    |            |
| Brazylia                                                             | Zdobyte trofea w rozgrywkach Brazylii (stan na: 31-12-2020) |      |            |

- Campeonato Paulista de Futebol Feminino:
  - mistrz (3x): 2012, 2014, 2015
  - wicemistrz (1x): 2010

## Struktura klubu

### Stadion
Klub piłkarski rozgrywa swoje mecze domowe na Estádio Martins Pereira w São José dos Campos o pojemności 15 317 widzów.

## Kibice i rywalizacja z innymi klubami

### Derby
- São Paulo FC Feminino
- Santos FC Feminino
- SC Corinthians Paulista Feminino
- Associação Ferroviária de Esportes Feminino
- Foz Cataratas FC
- EC Iranduba da Amazônia
- SE Palmeiras Feminino
- Associação Portuguesa de Desportos Feminino
- AAD Vitória das Tabocas Feminino